# مارتين بينيت
مارتين بينيت (بالإنجليزية: Martyn Bennett)‏ (و. 1971 – 2005 م) هو موسيقي كندي، ولد في سانت جونز، يستخدم آلات مزمار القربة، توفي في إدنبرة، عن عمر يناهز 34 عاماً، بسبب سرطان.

## التعليم
تعلم في المعهد الملكي في اسكتلندا.

## روابط خارجية
- مارتين بينيت على موقع IMDb (الإنجليزية)
- مارتين بينيت على موقع أول ميوزيك (الإنجليزية)
- مارتين بينيت على موقع ديسكوغز (الإنجليزية)